# Mils bei Hall
Mils bei Hall è un comune austriaco di 4 278 abitanti nel distretto di Innsbruck-Land, in Tirolo

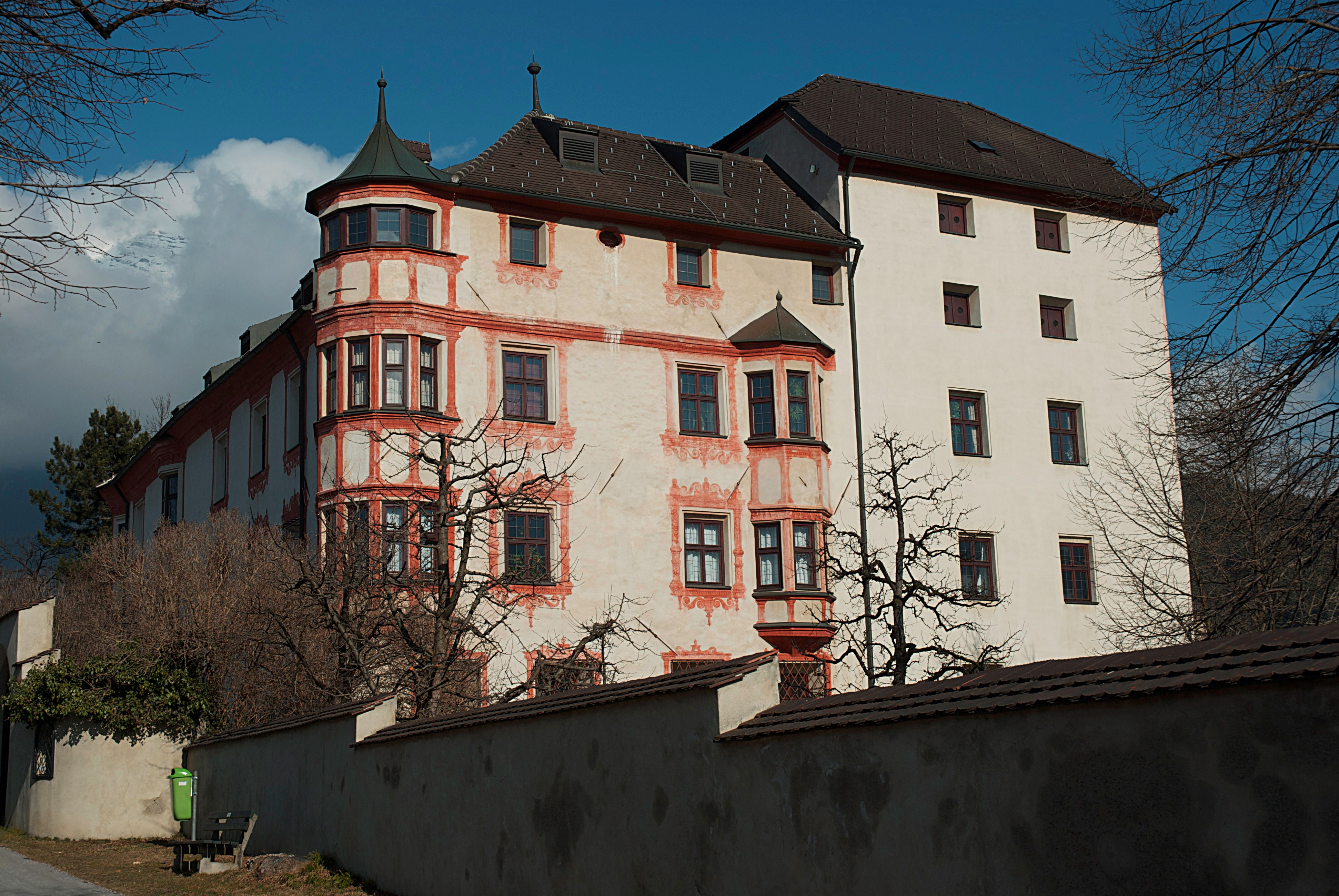
Il castello di Schneeburg

Il luogo è nominato la prima volta nel 930-31 quale „Mulles“. Situato a 12 chilometri a est di Innsbruck, vi sorge il castello di Schneeburg del XVI secolo.